# Bob Burnquist

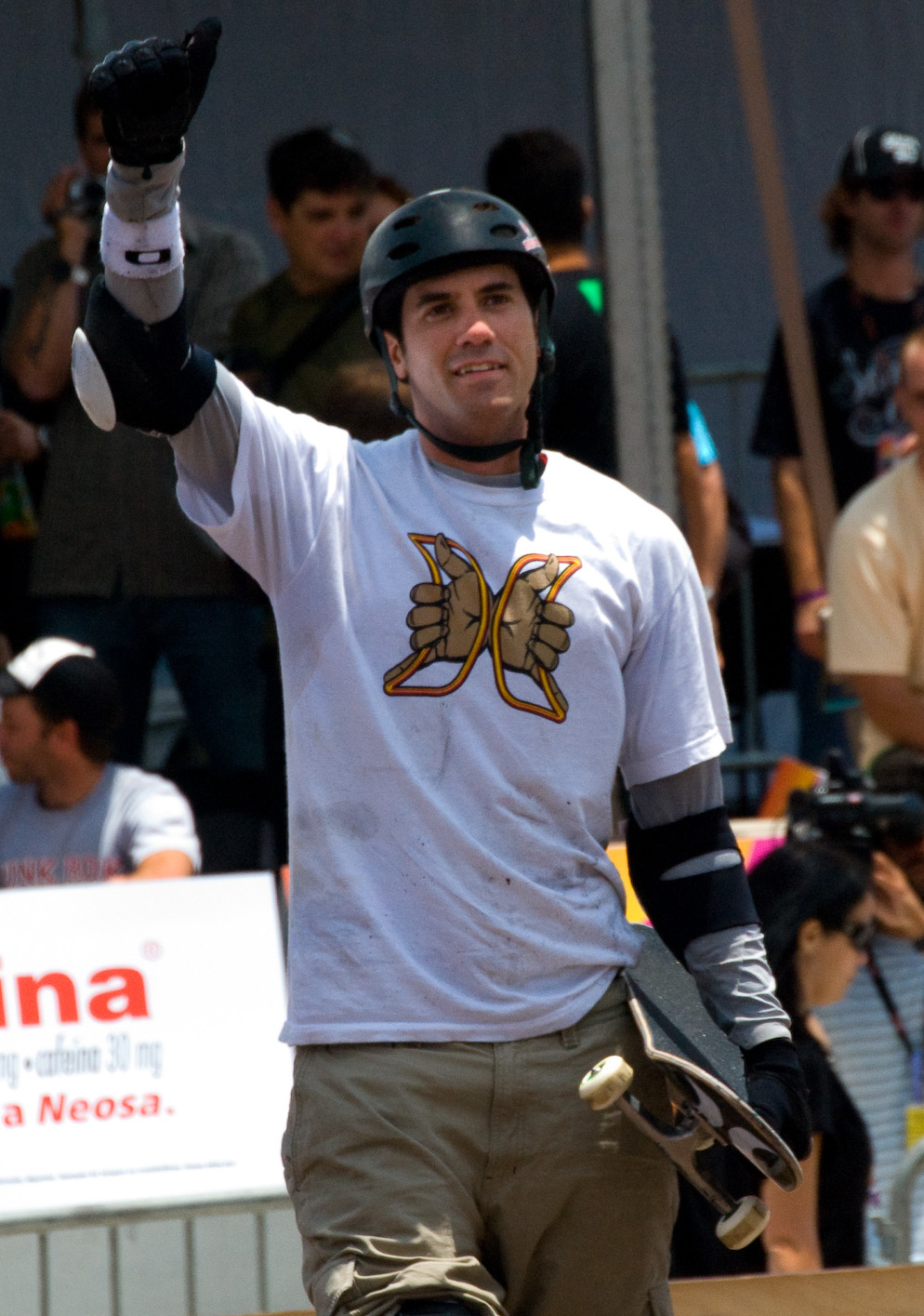
Bob Burnquist (2008)

Robert Dean Silva Burnquist (Rio de Janeiro, Brazilië, 10 oktober 1976) is een professionele skateboarder. Hij is het kind van een Zweeds-Amerikaanse vader en een Braziliaanse moeder. Hij begon met skateboarden op 11-jarige leeftijd in São Paulo. Op 14-jarige werd hij professioneel  gesponsord.
De grootste wedstrijd die hij ooit heeft gewonnen, is de X Games 2001 Vert contest. Hij heeft toen de hoogste score ooit in een vert skateboarding wedstrijd behaald, namelijk 98 (van de 100).
Hij staat bekend om zijn enorme prestaties switch-stance. Dit betekent dat je verkeerd om op je skateboard staat. Ook weet hij altijd nieuwe manieren om bestaande tricks creatief om te zetten naar moeilijke nieuwe varianten. Zijn signature-trick is de One-footed Smith Grind.

## Base jump
In 2005 probeerde Bob met een 9 meter hoge ramp genoeg snelheid te halen om een rail te grinden (Fs 50-50) en daarna in de Grand Canyon te vallen, om succesvol zijn parachute uit de spreiden. De eerste poging werd hem bijna fataal, omdat hij van de rail gleed en nog maar net genoeg tijd had tijdens zijn val om zich goed in positie te brengen om zijn parachute uit te klappen. De tweede poging ging helemaal volgens plan. Dit is te zien in een episode van het tv-programma Stunt Junkies.

## The Loop
Burnquist is de eerste om een looping met een stuk uit de bovenkant te landen. Niet alleen was dit een prestatie van wereldniveau, hij deed het ook nog switch-stance.

## Wedstrijden
- 2009 2e met X Games Big Air en Big Air Rail Jam
- 2006 3e met X Games Big Air
- 2003 1e met X Games IX: vert doubles (met Bucky Lasek)
- 2002 2e met X Games VIII: vert doubles (met Bucky Lasek)
- 2001 1e met Slam City Jam: vert
- 2001 1e met X Games VII: Vert
- 2000 1e met Slam City Jam: vert
- 1995 1e met Slam City Jam: vert

## Huidige Sponsoren
- Activision
- Hurley International
- Nixon Watches
- Oakley
- Ricta
- FLiP Skateboards
- Fury Trucks
- Sambazon
- Jamie Moore